# توماس واتسون (لاعب كريكت)
توماس واتسون (14 نوفمبر 1880 - 15 فبراير 1944) (بالإنجليزية: Thomas Watson)‏ هو لاعب كريكت بريطاني (وحمل سابقاً جنسية المملكة المتحدة لبريطانيا العظمى وأيرلندا).